# زاينسك
زاينسك (بالروسية: Заинск) هي إحدى مدن روسيا في الكيان الفدرالي الروسي تتارستان. وهي تفع على نهر ستيبنوي زاي (من روافد نهر كاما)